# Sangerfield
Sangerfield – miasto w Stanach Zjednoczonych, w stanie Nowy Jork, w hrabstwie Oneida.